# Dayton (Pennsilvània)
Dayton és una població dels Estats Units a l'estat de Pennsilvània. Segons el cens del 2000 tenia 543 habitants.

## Demografia
Segons el cens del 2000, Dayton tenia 543 habitants, 229 habitatges, i 150 famílies. La densitat de població era de 465,9 habitants per quilòmetre quadrat.
Dels 229 habitatges en un 29,7% hi vivien nens de menys de 18 anys, en un 54,6% hi vivien parelles casades, en un 7,9% dones solteres, i en un 34,1% no eren unitats familiars. En el 31,9% dels habitatges hi vivien persones soles el 17% de les quals corresponia a persones de 65 anys o més que vivien soles. El nombre mitjà de persones vivint en cada habitatge era de 2,37 i el nombre mitjà de persones que vivien en cada família era de 2,97.
Per edats la població es repartia de la següent manera: un 22,7% tenia menys de 18 anys, un 6,6% entre 18 i 24, un 26,2% entre 25 i 44, un 23% de 45 a 60 i un 21,5% 65 anys o més.
L'edat mediana era de 42 anys. Per cada 100 dones de 18 o més anys hi havia 89,2 homes.
La renda mediana per habitatge era de 30.156 $ i la renda mediana per família de 36.250 $. Els homes tenien una renda mediana de 26.719 $ mentre que les dones 18.333 $. La renda per capita de la població era de 15.036 $. Entorn del 5,7% de les famílies i el 7,3% de la població estaven per davall del llindar de pobresa.

## Poblacions properes
El següent diagrama mostra les poblacions més properes.